# 莊高平索特拿體育會
莊高平索特拿體育會（瑞典語：Jönköpings Södra IF，简称J-Södra）是瑞典一支位於延雪平的職業足球會，成立於1922年。索特拿曾10次於瑞超作賽，最後一次為1969年，曾獲得亞軍一次。曾於2015年戰瑞超甲取得佳績，獲得升班資格，至瑞超作賽。

## 榮譽
- 瑞超：
  - 亞軍 (1)： 1949–50

## 外部連結
维基共享资源上的相關多媒體資源：莊高平索特拿體育會

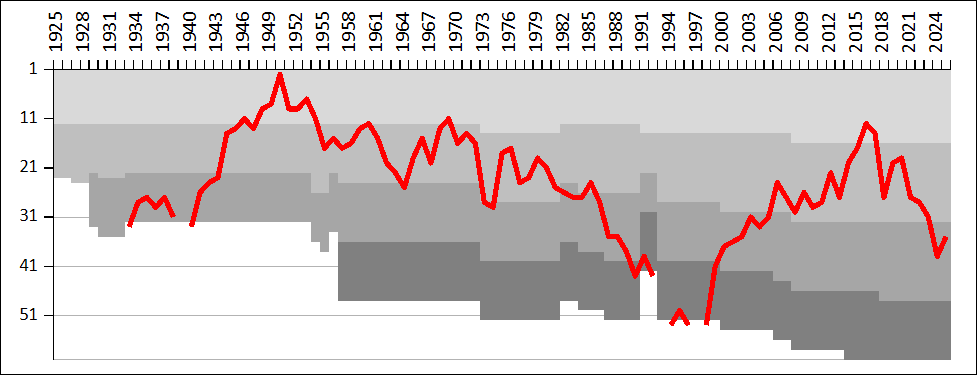
索特拿歷年在處於瑞典聯賽等級的走勢圖。

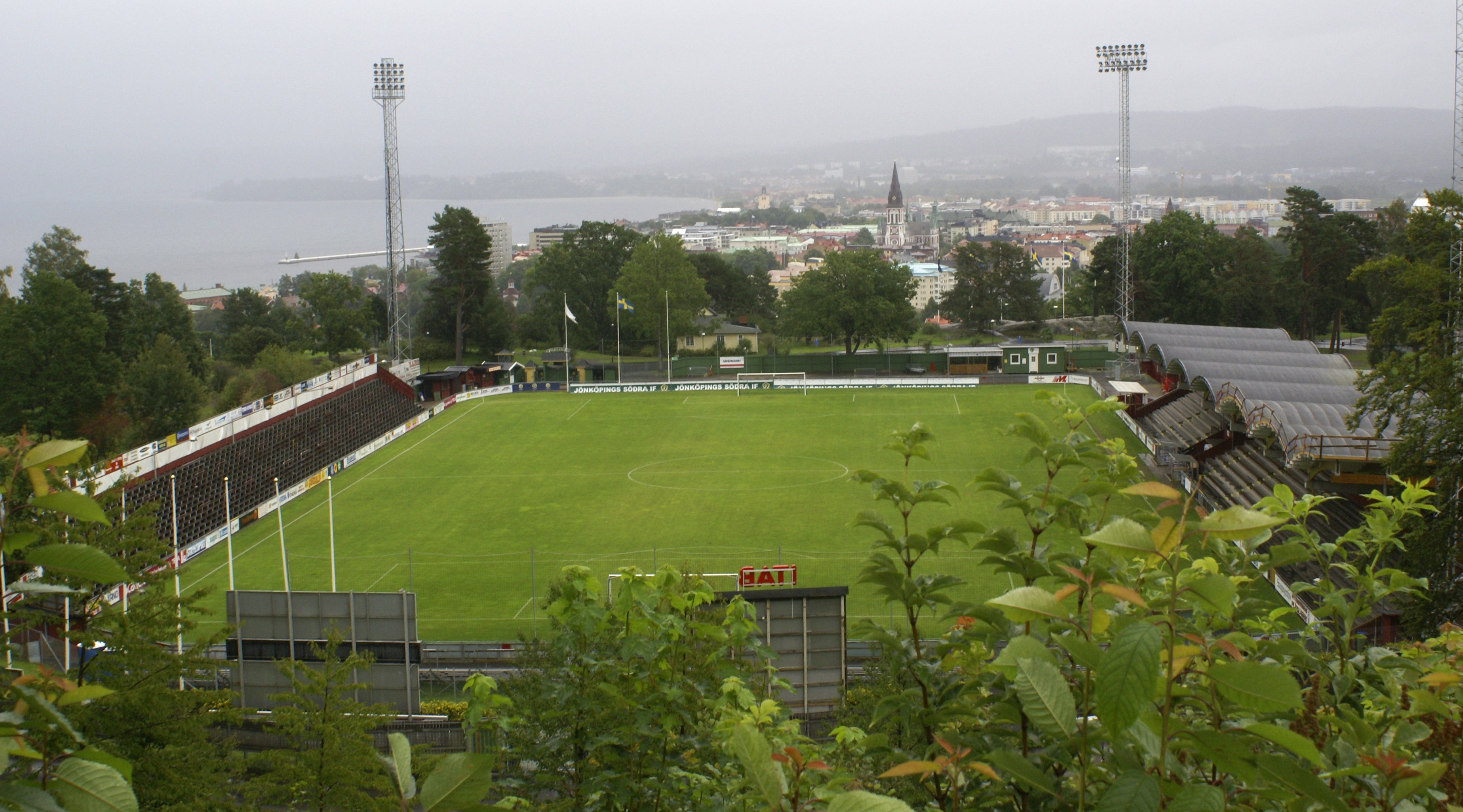
2008年的瑞典公園球場。

- Jönköpings Södra IF （页面存档备份，存于） – official site
- Green Machine – supporter club
- Stadsparksvallen （页面存档备份，存于） – supporter site
- Södrasajten.se （页面存档备份，存于）- Supporter site